# 오기쓰역
오기쓰역(일본어: 小木津駅, おぎつえき)은 일본 이바라키현 히타치시에 있는 동일본 여객철도의 철도역이다.

## 역 구조
섬식 1면 2선 구조의 지상역으로, 선상역사를 가지고 있다. 배리어프리 차원에서 승강장과 선상역사, 선상역사와 역사 바깥을 잇는 엘리베이터를 운영하고 있다.
업무위탁역으로, 운영은 JR 미토 철도 서비스가 대신 하고 있다. 초록 창구는 오전 6시부터 오후 9시까지만 영업한다. 스이카 및 제휴 교통카드의 사용이 가능하다.

### 승강장
| 1 | ■ 조반선 | 다카하기 · 이와키 · 히로노 방면                                  |
| 2 | ■ 조반선 | 미토 · 쓰치우라 · 우에노 · 도쿄 · 시나가와 방면 (우에노도쿄라인) |

## 역사
- 1910년 3월 18일 ― 히타치역과 주오역 (당시 가와지리 역) 사이에 정식 여객역으로 업무를 개시했다. 이전에는 임시역이었다.
- 1987년 4월 1일 ― 민영화에 따라 동일본 여객철도의 소속이 되었다.

## 인접역
| 동일본 여객철도 조반선 | 동일본 여객철도 조반선 | 동일본 여객철도 조반선 |
| ---------------------- | ---------------------- | ---------------------- |
| 히타치 미토 방면       | ■ 조반선               | 오기쓰 이와키 방면     |